# Aristolochia bracteolata
Aristolochia bracteolata Lam. – gatunek rośliny z rodziny kokornakowatych (Aristolochiaceae Juss.). Występuje naturalnie w Indiach, na Sri Lance, w Pakistanie, na Półwyspie Arabskim, w Somalii, Kenii, Etiopii, Erytrei, Sudanie, Czadzie, Republice Środkowoafrykańskiej, północnej części Nigerii, Nigrze oraz Mali.

## Morfologia
PokrójBylina dorastająca do 10–40 cm wysokości.
LiścieMają owalny kształt. Mają 1,5–6 cm długości oraz 1,5–6 cm szerokości. Nasada liścia ma sercowaty kształt. Z tępym wierzchołkiem. Ogonek liściowy jest nagi i ma długość 0,5–3 cm.
KwiatyPojedyncze. Mają brązowo-żółtawą barwę i 2,5–4 cm długości. Łagiewki ułożone są poziomo lub skośnie, jajowate u podstawy. Mają po 6 pręcików. Podsadki mają owalny lub okrągły kształt i są sercowate u nasady.
OwoceTorebki o prawie kulistym lub owalnie elipsoidalnym kształcie. Mają 2–3 cm długości i 1,5 cm szerokości.

## Biologia i ekologia
Rośnie na sawannach oraz w zaroślach. Występuje na wysokości do 900 m n.p.m.